# Rodolfo de Ivry
Rodolfo de Ivry también Raoul d'Ivry y Rodulf (Radulfus, m. 1015) fue un noble normando, conde de Ivry y de Bayeux. Hijo de Asperleng de Pîtres y de Sprota, quien fue concubina de Guillermo I de Normandía. En 996 fue regente del Ducado de Normandía durante la minoría de edad de su medio sobrino Ricardo II, junto a su madre Gunnora de Crepon.
Según Guillermo de Jumièges, Rodolfo tuvo que sofocar revueltas de campesinos y nobleza normanda en 996. A los primeros no tuvo contemplaciones de cortar manos y pies, y Guillermo de Eu fue encarcelado por Rodolfo, bajo la autoridad de Turquetil de Harcourt, hijo de Torf de Tourville. Posteriormente Guillermo fue perdonado por Ricardo II.

## Herencia
Se casó dos veces:
Primero con Eremburga de Canville (m. 1011), con quien tuvo la siguiente descendencia:
- Hugo de Ivry, obispo de Bayeux;
- Emma, esposa de Osbern de Crépon;
- Basilia (nombre incierto), según Guillermo de Jumièges esposa de Richard Belfage de Beauffou. Fruto de esa relación nació su heredero Robert de Beauffou. Otra hija, Alice de Beauffou, se casó con Hugues II de Montfort.[8]

Segundo matrimonio con Albreda o Aubrée, de quien se conoce un hijo Juan de Ivry, arzobispo de Ruan.